# 5591 Koyo
5591 Koyo è un asteroide della fascia principale. Scoperto nel 1990, presenta un'orbita caratterizzata da un semiasse maggiore pari a 2,7808426 UA e da un'eccentricità di 0,0860818, inclinata di 4,22862° rispetto all'eclittica.
Fa parte della famiglia di asteroidi Hoffmeister.
L'asteroide è dedicato all'astronomo giapponese Koyo Kawanishi.